# Школьный, Юрий Андреевич
Юрий Андреевич Школьный (14 марта 1939, пос. Среднеуральск, Верхне-Пышминский район, Свердловская область — 9 сентября 1980, Первоуральск, Свердловская область) — советский хоккеист с мячом, заслуженный мастер спорта СССР (1971), двукратный чемпион мира.

## Биография
Юрий Школьный родился 14 марта 1939 года в рабочем посёлке Среднеуральске (ныне город) Верхне-Пышминского района Свердловской области.
Начал играть в хоккей с мячом в детской команде «Энергия» (Среднеуральск) в 1953 году. С 1956 года — в основном составе «Энергии». В 1957 году был призван в армию. В течение семи сезонов играл в СКА (Свердловск).
В 1964 переехал в Иркутск, где провел три сезона. С 1968 года — игрок команды «Уральский трубник» (Первоуральск). Привлекался в сборную СССР, в составе которой дважды стал чемпионом мира, также входил в сборную 1967 года.
Также играл в хоккей на траве. В 1969—1972 годах был вратарём команды «Уральский трубник».
Неплохо играл в футбол. В 1956 году выступал в соревнованиях КФК за «Металлург» (Верхняя Пышма), а в 1957 году был вратарём СКВО (Свердловск) и сыграл один матч в классе «Б».
В конце карьеры тренировал детскую команду «Факел» (Первоуральск).
Умер 9 сентября 1980 года. Похоронен на городском кладбище Первоуральска.

## Достижения

### Хоккей с мячом
— Чемпион СССР — 1958, 1960, 1962 

 — Серебряный призёр чемпионата СССР — 1961, 1963 

 — Бронзовый призёр чемпионата СССР — 1964 

 — Победитель Спартакиады народов РСФСР — 1961 

 — Серебряный призёр Спартакиады народов РСФСР — 1958, 1970
- В список 22 лучших игроков сезона входил 3 раза — 1963, 1970, 1971
- Признан лучшим вратарём сезона — 1971

 — Чемпион мира — 1963, 1971

### Хоккей на траве
— Бронзовый призёр чемпионата СССР — 1972